# Marsal, Tarn
Marsal är en kommun i departementet Tarn i regionen Occitanien i södra Frankrike. Kommunen ligger i kantonen Villefranche-d'Albigeois som tillhör arrondissementet Albi. År 2013 hade Marsal 273 invånare.

## Befolkningsutveckling
Antalet invånare i kommunen Marsal
| Referens: INSEE |